# ∞-Chern-Simons-Theorie
∞-Chern-Simons-Theorie (nicht zu verwechseln mit unendlichdimensionaler Chern-Simons-Theorie) ist eine verallgemeinerte Formulierung der Chern-Simons-Theorie aus dem mathematischen Teilgebiet der Differentialgeometrie mit den Methoden der Höheren Kategorietheorie, welche vor allem ∞-Kategorien untersucht. Diese ergibt sich durch Verwendung von abstrakten Analogien der beteiligten Konzepte in einem kohäsiven ∞-Topos, etwa dem der glatten ∞-Gruppoide. Hauptfaserbündeln, auf welchen Lie-Gruppen wirken, werden etwa zu ∞-Hauptfaserbündeln, auf welchen Gruppenobjekte in ∞-Topoi wirken. Benannt ist die Theorie nach Shiing-Shen Chern und James Simons, welche im Jahr 1974 erstmals die Chern-Simons-Formen beschrieben haben, obwohl die Verallgemeinerung nicht von ihnen stammt.